# برکل-انشوت
برکل-انشوت (به هلندی: Berkel-Enschot) یک منطقهٔ مسکونی در هلند است که در تیلبورخ واقع شده‌است. برکل-انشوت ۱۰٬۶۶۵ نفر جمعیت دارد.